# Parafia Podwyższenia Krzyża Świętego w Koninie
Parafia Podwyższenia Krzyża Świętego w Koninie – parafia rzymskokatolicka we wsi Konin. Należy do Dekanatu Mstów archidiecezji częstochowskiej. Została utworzona w 1999 roku.